# Eunidia nigeriae
Eunidia nigeriae là một loài bọ cánh cứng trong họ Cerambycidae.